# بطولة تونس لكرة السلة للرجال 1990–91
بطولة تونس لكرة السلة للرجال 1990–91 هو الموسم رقم 36 من بطولة تونس لكرة السلة للرجال.

فاز بهذا الموسم النجم الأولمبي لحلق الوادي والكرم.

## روابط خارجية
- الموقع الرسمي للجامعة التونسية لكرة السلة.